# بيئة وقت التشغيل الثنائية للتطبيقات اللاسلكية

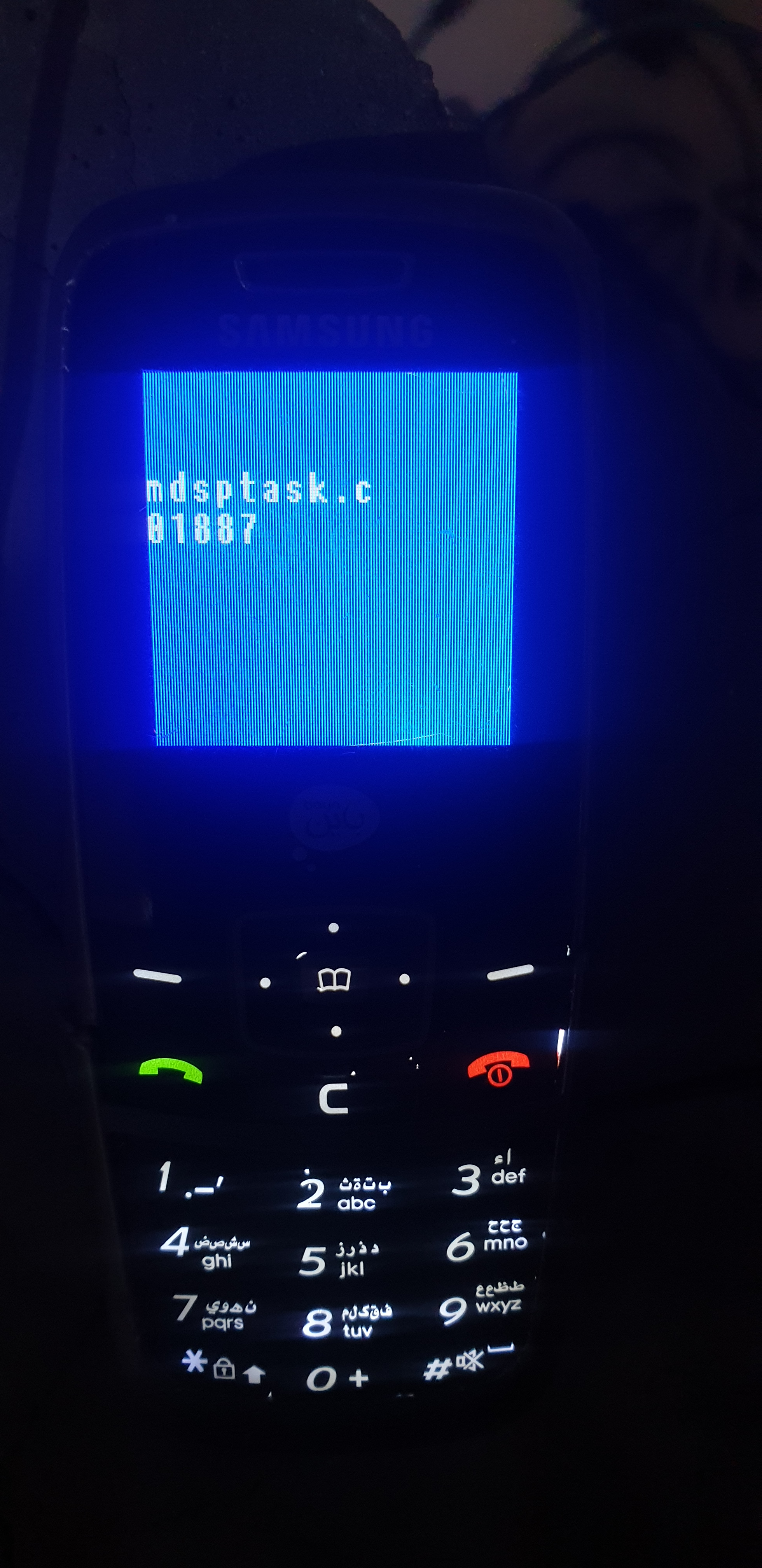
خطأ لأحد مكونات BREW 2.0.2 على أحد هواتف Samsung SCH-S399

بيئة وقت التشغيل الثنائي للتطبيقات اللاسلكية Brew (Brew MP) منصة تطوير تطبيق أنشأتها شركة [كوالكوم]، في الأصل من أجل الهواتف المحمولة التي تعمل بأسلوب سي دي ام اي.
وانطلاقًا من كونها منصة برمجيات يمكنها تنزيل وتشغيل برامج صغيرة لتشغيل الألعاب وإرسال الرسائل ومشاركة الصور، فإن الميزة الرئيسية لـ Brew MP تتمثل في قدرة مطوري التطبيقات على نقل تطبيقاتها بسهولة بين كافة أجهزة Brew MP. وتعمل Brew MP بين التطبيق ونظام التشغيل المثبت على شريحة الجهاز اللاسلكي بهدف السماح للمبرمجين بتطوير التطبيقات دون الحاجة إلى كود لواجهة توصيل النظام أو فهم التطبيقات اللاسلكية.
وقد ظهرت لأول مرة في سبتمبر [2001].

## البرمجيات
بالنسبة لمطوري البرمجيات، هي مجموعة كاملة من واجهة برمجة التطبيقات التي تساعد في تطوير البرمجيات والتطبيقات المكتوبة بلغة سي (لغة برمجة) وسي++ (لغة برمجة) وجافا ويتم دعمها (المنصة) بواسطة [دائرة التطبيقات التكاملية المعيّنة (ASIC)]. وتستخدم [مساحة ذاكرة] بمعدل 159000 كيلوبايت تقريبًا. وتُعرف Brew MP كذلك بنظام التشغيل الزائف وتعمل على Brew RTOS.

## تطوير تطبيق Brew
يمكن تطوير برمجيات الهواتف المحمولة المزودة بـ Brew MP بلغة سي (لغة برمجة) أو سي++ (لغة برمجة) باستخدام [مجموعة أدوات تطوير البرمجيات (SDK)] التي يمكن تنزيلها مجانًا والخاصة بـ Brew MP.[1] ولاختبار التطبيقات أثناء عملية التطوير، تشتمل مجموعة أدوات تطوير البرمجيات (SDK) على [محاكي] Brew (Brew Emulator)، أو البدء بإصدار Brew 3.1.5 والإصدارات الأعلى، Brew Simulator.
وتوفر بيئة Brew مستويات متعددة من [تواقيع التطبيقات]. يصادق أحد التواقيع على المطور. ويتحقق التوقيع الآخر من تجاوز أي تطبيق لاختبار TRUE Brew ومنحه من خلال Intertek. ويقوم مشغلو الاتصالات كل على حدة بتكوين الهواتف المحمولة من أجل تعزيز أو تجاهل وجود هذا التوقيع الثاني والتحقق منه.
وتتمتع الهواتف المحمولة المزودة بـ Brew بوضع اختبار يسمح للتطبيقات بتجاوز التحقق من التوقيع. وقد أتاحت شركة كوالكوم التطبيقات التي تجاوزت الاختبار لمشغلي الشبكات اللاسلكية المزودة بـ Brew.
يمكن للمشغلين بعد ذلك اختيار ما الذي سيتاح من هذه التطبيقات للمستخدمين النهائيين في الكتالوجات الخاصة بهم.
لا يحاكي Brew Emulator (يطلق عليه حاليًا Brew Simulator) عتاد الهواتف المحمولة. وعوضًا عن ذلك، يتم تجميع تطبيق Brew وفقًا للكود الأصلي وربطه بمكتبة وقت تشغيل Brew متوافقة. وبسبب ذلك، يتعذر اختبار التطبيقات بالنسبة لأخطاء المنصة المرتبطة بمحاذاة الذاكرة والأخطاء المتنوعة المرتبطة بالبرامج الثابتة دون تشغيل الهاتف المحمول المزود بـ Brew في وضع الاختبار.
لأغراض الاختبار، يمكن نقل تطبيقات Brew باستخدام يو إس بي أو [ناقل تسلسلي] إلى أي هواتف محمولة متوافقة مع Brew باستخدام التطبيق Brew AppLoader من كوالكوم.
يحتوي تطبيق Brew على عدة مكونات والتي قد تتسبب، في حالة عدم وجودها وصلاحيتها، في حذف التطبيق تلقائيًا عند إعادة التشغيل. ويتضمن هذا الملف الثانوي المُجمّع، ملفًا يصف التطبيق والميزات التي يستخدمها والأذونات المطلوبة وملفًا يحتوي على موارد السلاسل والصور عند الطلب وملفًا يحتوي على التوقيع الرقمي للتطبيق.
يمكن إلغاء تحميل تطبيقات Brew من أي هاتف محمول لمستهلك لحفظ مساحة الذاكرة. ويُشار إلى ذلك بـ «تعطيل/استعادة»، وهو متطلب لعملية اختبار TRUE Brew. ويتم المحافظة على سلامة الملفات المحفوظة باستخدام «التعطيل/الاستعادة»، ويمكن إعادة تحميل التطبيق دون سداد رسومه من جديد. في وضع «تعطيل»، يتم حذف كل ملفات.bar و.mod و.sig من الهاتف المحمول، بينما تظل أية ملفات أخرى في مكانها الأصلي. خلال عملية «الاستعادة»، يتم تنزيل ملفات.bar و.mod و.sig من مخزن الهواتف المحمولة لموفر الخدمة، ويظل التطبيق المعطل سابقًا يعمل بكامل طاقته. تتوفر عملية التعطيل/الاستعادة فقط للمستهلكين في حالة امتلاء ذاكرة الهاتف المحمول بالكامل.
وفي 28 مايو 2008 أعلنت شركة كوالكوم وشركة أدوبي شراكة لدمج Adobe Flash Lite كواجهة مستخدم تعتمد على Brew.

## رسوم التطوير
تتكلف حزمة التواقيع الرقمية الأقل كلفة، منذ عام 2006، 400 دولار أمريكي نظير عمليات إرسال التطبيقات.[2]

## نتائج النموذج التجاري
قد يستغرق [وقت التسويق] وقتًا أطول بالنسبة لـ Brew عما هو الحال بالنسبة لنظام تشغيل الجافا للأنظمة المدمجة (Java ME) بسبب متطلبات الاعتماد الصارمة التي تخص Brew. ويمكن تصور عملية الاعتماد هذه كميزة من جانب مطوري البرمجيات المؤسسين لأن الصعوبات التي ترتبط بتكاليف التطوير والاختبار ستخلق تكلفة مرتفعة للإدخال بالنسبة للمطورين ذوي الميزانيات المنخفضة والوقت الضئيل، مما يفضي إلى حضور ضعيف في السوق. ويواجه مطورو [الألعاب الخفيفة]، على نحو خاص، خطرًا أقل فيما يتعلق بالمنافسة مع [أشباه أعمال] البرامج المجانية التي يطورها الهواة وينشرونها بأنفسهم. ومع ذلك، يأتي هذا كتكلفة على المستخدم النهائي، حيث توجد منافسة أقل لوضع أفضل حل لأقل سعر بالنسبة للمستخدم النهائي.
- بعد كتابة التطبيق، يستغرق اختبار True Brew أسبوعين لكل تكرار (في كل مرة يخفق فيها التطبيق في الاختبار).
- بعد ذلك، تبدأ المفاوضات مع موفر الخدمة (موفري الخدمة).
- بعد ذلك، (وفي حالة النجاح)، سوف يقضي موفر الخدمة وقتًا في إعادة اختبار التطبيق باستخدام اختباراته الخاصة به على شبكته.
- في نهاية المطاف، إن نشر إصدار جديد يعني الشروع في العملية من جديد.

يختار معظم المطورون في الوقت الراهن دعم كل من Java ME وBrew، أو Java ME فقط. وربما يوفر Java ME تكلفة أقل بالنسبة للسوق لأن معظم موفرو الخدمة سيسمحون بتشغيل تطبيقات Java ME غير المعتمدة على هواتفهم. ويُستخدم Java ME على نطاق واسع في أوروبا، بينما يُستخدم Brew بشكل أساسي في الولايات المتحدة واليابان. وتحظى هواتف Java ME بحصة سوق أكبر من الهواتف المزودة بـ Brew حتى في الولايات المتحدة. ومن الميزات الأولية لتطبيق Brew هو تيسير شركة Verizon شراء التطبيقات من الهاتف، بينما لم يقم معظم موفرو خدمة Java ME بهذا الإجراء. ومع ذلك، يوفر معظم موفرو الهواتف المزودة بــ Java ME بوابات شراء يسهل الوصول إليها.
تتوفر الآن تقنيات تجارية للنقل التلقائي الكامل من Java ME إلى Brew. ويقلل هذا من حاجز الإدخال لإنتاج تطبيقات Brew عن طريق تقليص الحاجة لتطوير إصدارين من نفس التطبيق بلغتي جافا وسي /سي++ .

## الاستخدام
يُستخدم نظام التشغيل Brew OS من جانب بعض الشركات المصنعة للهواتف المحمولة وشبكات الهواتف المحمولة، ومع ذلك لا يعلم معظم المستخدمين النهائيين تقريبًا بهذا، نظرًا لأن الهواتف المحمولة التي تشغل Brew تفتقر معظمها في الغالب لأية علامة تدل على نظام التشغيل Brew OS ويعمل Brew في الخلفية مع عرض «الأسطح الخارجية» المخصصة للشركة المصنعة للهاتف المحمول أو المشغل في المقدمة دومًا. يستخدم نظام التشغيل Brew OS شركات [Sprint Nextel] و[metroPCS] و[U.S. Cellular] و[فيرايزون وايرلس] في الولايات المتحدة وشبكة [Three] في غالب أوروبا والمملكة المتحدة وأستراليا على عدة هواتف محمولة يتم إنتاجها بشكل خاص لشبكتها. وتستخدم الشركات المصنعة من قبيل هواوي و[INQ Mobile] و[Amoi] و[Samsung Mobile] من بين شركات مصنعة أخرى نظام التشغيل Brew OS في هواتفها المحمولة وتم تمييزه في هواتف [شركة Three بالمملكة المتحدة] مثل 3 Skypephone وINQ1 وHuawei u7510 (3 Touch).

## وصلات خارجية
- Brew MP نسخة محفوظة 23 ديسمبر 2011 على موقع واي باك مشين.
- In-depth discussion of BREW and other mobile platforms from European market perspective
- Adobe Flash Lite for BREW Datasheet (.pdf)
- cxBrewUnit - BREW Unit Test Framework Harness for C/C++ Unit Test.